# 主客未分
主客未分（しゅきゃくみぶん）とは、前期西田哲学の中心的思想である『善の研究』にて純粋経験のことを思慮・判断が加わらない経験の状態であることを説明する言葉である。

## 概要
西田幾多郎は、最初の著作である『善の研究』の純粋経験の中で以下のように論じているように
認識している主体と客体が分離していない状態を指している用語である。
一般に「未だ主もなく客もない」のであれば、「経験する」「知る」ということとは矛盾しているように見える。しかし西田の思想では主客未分の状態も経験であると述べている。西田はこの言葉・表現・概念をよく使用し主観（主体）と客観（客体）という対立する2つのものが分離する手前の状態で哲学的考察をすることを重視しており、主客未分の状態とは我を忘れて没頭している状態ともいえる。そこで哲学的考察をすることでピュシスの実在に迫ろうとしていた。また、西田は「主客未分」と言う考え方をもとにして「純粋経験」、「自覚」、「行為的直観」、「絶対矛盾的自己同一」と思索を深めていった。